# Basile Mahan Gahé
Basil Mahan Gahé (Diboke, 1 januari 1953 - Abidjan, 16 september 2013) was een Ivoriaans syndicalist.

## Levensloop
In 1975 vatte hij studies aan in België, alwaar hij een baccalaureaat behaalde en vervolgens een diploma sociaal recht aan de Université libre de Bruxelles (ULB). Vervolgens werd hij werkzaam op het Internationaal Arbeidsbureau te Genève. In 1985 keerde hij terug met zijn Belgische vrouw naar Ivoorkust.
Aldaar werd hij aanvankelijk werkzaam als ambtenaar op het ministerie van Arbeid. In 1988 gaf hij deze BAAN op om de vakbond Dignité op te richten. Op dat moment was enkel de UGTCI toegelaten, een vakbond met sterke banden met de regerende eenheidspartij PDCI/RDA van Félix Houphouët-Boigny. Omwille van zijn vakbondsactiviteiten belandde hij meermaals in de gevangenis. 
In 2001 volgde hij de Congolees Fernand Kikongi op als voorzitter van het Wereldverbond van de Arbeid (WVA) en van 2001 tot 2005 was hij namens de werknemersgroep lid van de raad van bestuur van de Internationale Arbeidsorganisatie (IAO). Tevens was hij een van de stichters van de Organisation Démocratique Syndicale des Travailleurs Africains (ODSTA) en voorzitter van het Programme d’Appui Régional à l’Économie sociale (PARESOC), een programma ter ondersteuning van maatschappelijke organisaties in de West-Afrikaans subregio op het gebied van voedselzekerheid en algemene toegang tot gezondheidszorg.
Van 2006 tot augustus 2013 was hij directeur van het Nationale Sociale Zekerheidsfonds (CNPS) en de Instelling voor de transparantie van winningsindustrieën (ITIE) van Ivoorkust. In april 2011 - na de presidentiële machtswissel Laurent Gbagbo en Alassane Ouattara - werd Gahé opnieuw opgepakt. Na langdurig protest van zowel het Internationaal Vakverbond (IVV) en haar leden als Amnesty International kwam hij na 18 maanden - op 22 december 2012 - vrij.